# 児玉謙次 (俳優)
児玉 謙次（こだま けんじ、本名：児玉謇次（読み同じ）、1932年6月3日 - 2024年8月12日）は、日本の俳優。神奈川県出身。劇団青年座・演技部に所属。身長170cm、体重82kg。血液型はB型。

## 人物・略歴
私立浅野学園高等学校卒業。趣味は海外旅行、赤ワイン。
日活ロマンポルノに一時期、山田克朗名義で出演していたほか、児玉謙二名義でクレジットされていることもある。
2024年8月12日、誤嚥性肺炎のため死去。92歳没。

## 出演

### テレビドラマ
NHK
- 大河ドラマ
  - 新・平家物語（1972年） - 金子十郎
  - 国盗り物語 （1973年）- 今川の武将 役
  - 獅子の時代（1980年） - 警察官吏 役
  - おんな太閤記（1981年） - 佐兵衛 役
  - 徳川家康（1983年） - 松平重勝 役
  - 山河燃ゆ（1984年） - 山田課長 役
  - 春の波涛（1985年） - 栗野公使 役
  - 八代将軍吉宗（1995年） - 井伊直該 役
- おしん（1983年）- 医師 役
- 真田太平記（1985年 - 1986年） - 藤堂高虎 役
- 腕におぼえあり（1993年） - 小野平佐衛門 役
- ひまわり（1996年） ‐ 八尾遥三 役
- ハゲタカ（2007年） - 大空電機重役 役

日本テレビ
- 池中玄太80キロパート1 第4話「育てられなきゃ産むな!」 (1980年4月26日） - 原町児童相談所所長 役
- 池中玄太80キロパート2 第4話「この眼で見たんだ!」(1981年4月25日） - 医師 役　オープニングクレジットでは児玉謙二と表示
- 池中玄太80キロビッグスペシャル「第1部 ウエディングベル危機一髪」 - 中島眼科医院 院長 役
- 忠臣蔵（1985年） - 藤井又左衛門
- 外科医有森冴子 第1シリーズ 第2話「あぶない外科医」（1990年）
- 刑事貴族2（1992年） - 愛知県警本部長 役
- Pure Soul〜君が僕を忘れても〜（2001年）
- 火曜サスペンス劇場
  - 「たそがれに愛をこめて」（1990年）- 国選弁護人の山本
  - 「盲人探偵・松永礼太郎9」（1997年） - 彦坂喜一郎
  - 「女検事・霞夕子9・遺産相続」(1996年) - 野間弁護士
  - 「監察医・室生亜季子30・震える顔」(2001年)  - 東医院の医師 役
  - 「身辺警護10」(2002年)

TBS
- 風 第38話「香木騒動始末記」（1968年）
- 走れ!事件記者 娘に捧げる最後のスクープ
- 東芝日曜劇場「松本清張おんなシリーズ・張込み」（1978年）
- 3年B組金八先生第1シリーズ (1979年〜1980年）第15話「受験勉強一万時間」 - 佐川刑事
- 大岡越前（C.A.L）
  - 第12部 第9話「万能薬が死を招く」（1991年12月9日） - 越後屋
  - 第15部 第18話「消えた財布」（1999年1月18日） - 篠塚宇右衛門
- 水戸黄門 （C.A.L）
  - 第21部 第2話「陰謀暴いた風車 -高山-」（1992年4月13日） - 清見屋
  - 第24部 第21話「鬼と呼ばれた父の真実 -鳥取-」（1996年2月12日） - 惣右衛門
  - 第25部 第36話「狙われた放蕩息子 -新庄-」（1997年9月1日） - 坂上六右衛門
  - 第26部 第12話「チェスト!兄妹仇討ち -鹿児島-」（1998年5月4日） - 加治木次郎左衛門
  - 第27部 第26話「救って下さい! 母子地蔵さま -追分-」（1999年9月13日） - 中米屋
  - 第28部 第20話「浪花娘のうな丼勝負 -大坂-」（2000年7月31日） - 竹田屋
  - 第30部 第6話「酔いどれ親父の北国に春 -盛岡-」（2002年2月11日） - 大黒屋六右衛門
  - 第31部 第15話「俺たち日本一の用心棒 -龍野-」（2003年2月3日） - 善兵衛
  - 第37部 第17話「育ての母、涙の決心 -一関-」（2007年7月30日） - 和泉屋善兵衛
  - 第38部 第11話「にわか侍一直線! -岐阜-」（2008年3月17日） - 小西六左衛門
- 大江戸を駈ける!（2001年） - 田原屋清兵衛
- 月曜ドラマスペシャル
  - 「税務調査官・窓際太郎の事件簿2」（1999年） - 神城道夫
  - 「十津川警部シリーズ19」（2000年） - 香取慎一郎
- 月曜名作劇場 ミステリー作家・朝比奈耕作シリーズ「花咲村の惨劇」（2016年6月6日、TBS） - 花柳龍太郎 役

フジテレビ
- 女ねずみ小僧（1989年） - 呉服商・備前屋忠兵衛 役
- 教師びんびん物語II 第5話「星に願いを…」（1989年、フジテレビ）
- 過ぎし日のセレナーデ
- 銭形平次 第5シリーズ 第1話「消えた弁財天」（1995年） - 嘉兵衛 役
- ピュア 第5話（1996年） - 金子保男 役
- 踊る大捜査線
- 踊る大捜査線歳末特別警戒スペシャル
- 金曜エンタテイメント
  - 「おんせんデカ 修善寺温泉駐在日記」（1999年11月） - 吉村 役
  - 「浅見光彦シリーズ12」（2001年） - 鹿島通泰 役
  - 「壁ぎわ税務官2」（2003年） - 河豚山鮟鱇 役
- やまとなでしこ（2000年） - 媒酌人・内閣総理大臣 役
- あなたの隣に誰かいる（2003年） - 井伏次郎 役
- CHANGE（2008年） - 五十川秀樹（経済産業大臣） 役

テレビ朝日
- 華麗なる一族（1974年） - 加納 役
- 宇宙刑事シャイダー（1984年） - プレイン星国王・ウイーン 役
- ニュードキュメンタリードラマ昭和 松本清張事件にせまる 第1回「昭和20年8月15日 終戦日の荷風と潤一郎」（1984年）
- 暴れん坊将軍IX 第11話「しあわせにさせたい! 仕立てられたお世継ぎ」（1999年） - 玄庵 役
- サンデープレゼント－ストップエイズ－20の赤いバラ - 木下社長 役
- 痛快!三匹のご隠居（1999年） - 泉屋宗兵衛 役
- はぐれ刑事純情派（2001年） - 岩佐二郎 役
- 松本清張  けものみち 第9話（2006年）
- 検事・鬼島平八郎（2010年、ABC共同制作）
- 相棒 Season 10 第1話「贖罪」（2011年） - 若林文悟 役
- ドクターX〜外科医・大門未知子〜 第8話（2012年） - 帝都医科大学付属病院・病院長 役

テレビ東京
- 大江戸捜査網
  - 第615話「新隠密登場! つばくろの茜」（1983年） - 木暮藩家老・中森民部 役
  - 第625話「兇悪軍団怒る! 偶然の恐怖」（1983年） - 三島屋 役
- エリートヤンキー三郎 - 校長
- 警視庁ゼロ係〜生活安全課なんでも相談室〜（2017年） - 不二井会長 役
- 女と愛とミステリー
  - 「犬笛」（2002年） - 大平祐一 役

### 映画
ロマンポルノ作品
- 女教師 汚れた噂
- 武蔵野心中
- オフィス・ラブ真昼の禁猟区
- 花と蛇 地獄篇
- 団鬼六蛇と鞭
- 花と蛇 究極縄調教
- 真夏の夜の情事 - 篠原 役
- OL日記 牝猫の情事 - 織部史郎 役
- 薔薇の葬列
- 団地妻火遊び - 伊原洋一 役
- 妻たちの午後
- 色情妻肉の誘惑 - 天城肇 役
- OL官能日記あァ!私の中で
- 背徳夫人の欲望
- ピンクカット太く愛して深く愛して - 田島頼三 役
- 丸茂ジュンの痴女伝説 - 吉岡 役

一般作品
- 天国と地獄 - 刑事 役
- 姿三四郎（1965年）
- 荒い海（1969年） - 浜崎班長 役
- トラ・トラ・トラ! - 機動部隊参謀 役
- 乱（1985年）
- 寒椿（1992年）
- おろしや国酔夢譚
- 金融腐蝕列島 呪縛（1999年）
- 雨あがる（2000年）
- 郡上一揆（2000年）
- 釣りバカ日誌シリーズ - 鈴木建設・滝川専務取締役 役
  - 釣りバカ日誌
  - 釣りバカ日誌8
  - 釣りバカ日誌12
  - 釣りバカ日誌15
- ゲロッパ!（2003年） - 総理大臣 役
- 日本の青空（2007年） - 松本蒸治 役
- 明日への遺言 （2008年） - 杉田中将（元陸軍省法務局長） 役

### CM
- 東芝
- NTT
- JDL
- SEGA - 「せがた三四郎・真剣遊戯」セガの社長 役

### 舞台

#### 劇団青年座
- 殺陣師段平 - 豊島 役
- 新版・四谷怪談 - 伊藤喜兵衛、小林平内 役
- パラダイス・オブ・ギンザ - 黒岩 役
- 三文オペラ - キンバル牧師 役
- 死のう団 - 野口 役
- 青春の砂のなんと早く - 医師 役

#### 外部公演
- きかんしゃトーマスとなかまたち
- KAZUKI〜ここが私の地球
- フットルース

### 吹き替え
- 雨の訪問者 - 警官 役※日本テレビ版（BD収録）
- パットン大戦車軍団　※日本テレビ旧録版
- レーシング・ストライプス ※劇場公開版

### ラジオ
- NHKFMシアター となり町戦争